# ناتریوسو (آریزونا)
ناتریوسو (به انگلیسی: Nutrioso) یک منطقهٔ مسکونی در ایالات متحده آمریکا است که در شهرستان آپاچی، آریزونا واقع شده‌است. ناتریوسو ۰٫۸۰ کیلومتر مربع مساحت و ۲۰٬۸۳۷ نفر جمعیت دارد و ۲٬۳۳۸٫۱۵ متر بالاتر از سطح دریا واقع شده‌است.